# Miss België 2024
Miss België 2024 is de 56e editie van Miss België en werd op 25 februari 2024 werd gehouden in het Proximus Theater in De Panne (België). De winnaar was Kenza Ameloot.
De nieuwe Miss België werd verkozen door het stemmende publiek en een achtkoppige jury. De winnaar vertegenwoordigt België op Miss Universe en/of Miss World. Kenza Ameloot uit Sint-Amandsberg kreeg het nieuwe kroontje van Miss België. Vooraf werd de Gentse kandidate getipt als favoriet naast Parnian Robatsarpooshi en Lennie Blockmans, die de eerste transgender-kandidate was.

## Winnaar en finalisten
| Eindresultaat              | Deelneemster |
| -------------------------- | --- |
| Miss België 2024           | Oost-Vlaanderen Kenza Ameloot |
| 1e eredame & Miss Wallonie | Luxemburg Estelle Toulemonde |
| 2e eredame & Miss Flanders | Oost-Vlaanderen Julie Mortier |
| 3e eredame                 | Antwerpen Marie Rousseaux |
| 4e eredame                 | Vlaams-Brabant Parnian Robatsarpooshi |
| 5e eredame                 | Antwerpen Arwen Van Gucht |
| Top 15                     | Oost-Vlaanderen Cheyenne Vermeeren Henegouwen Alana Quintin Henegouwen Amélie Delatte Namen Faya Manzo Antwerpen Jade Hulsman Antwerpen Liza-Roos Verbeeck Luik Ines Alana West-Vlaanderen Juliette Popeye West-Vlaanderen Ilouna Aneca |

### Speciale prijzen
| Prijs             | Deelneemster                         |
| ----------------- | ------------------------------------ |
| Miss Social Media | Ines Alana                           |
| Miss Charity      | Arwen Van Gucht                      |
| Miss Sport        | Estelle Toulemonde                   |
| Miss Model        | Kenza Ameloot                        |
| Miss Beach        | Jade Hulsman                         |
| Miss Talent       | Parnian Robatsarpooshi Julie Mortier |

1928 · 1929 · 1930 · 1931 · 1932 · 1933 · 1934 · 1935 · 1936 · 1937 · 1938 · 1939 · 1940–1945 · 1946 · 1947 · 1948 · 1949 · 1950 · 1951 · 1952 · 1953 · 1954 · 1955 · 1956 · 1957 · 1958 · 1959 · 1960 · 1961 · 1962 · 1963 · 1964 · 1965 · 1966 · 1967 · 1968 · 1969 · 1970 · 1971 · 1972 · 1973 · 1974 · 1975 · 1976 · 1977 · 1978 · 1979 · 1980 · 1981 · 1982 · 1983 · 1984 · 1985 · 1986 · 1987 · 1988 · 1989 · 1990 · 1991 · 1992 · 1993 · 1994 · 1995 · 1996 · 1997 · 1998 · 1999 · 2000 · 2001 · 2002 · 2003 · 2004 · 2005 · 2006 · 2007 · 2008 · 2009 · 2010 · 2011 · 2012 · 2013 · 2014 · 2015 · 2016 · 2017 · 2018 · 2019 · 2020  · 2021 · 2022 · 2023 · 2024 · 2025